# Hada santacrucensis
Hada santacrucensis là một loài bướm đêm trong họ Noctuidae.